# Senior Year
Pour plus de détails, voir Fiche technique et Distribution.
Senior Year, ou Jeune pour son âge au Québec, est une comédie américaine réalisée par Alex Hardcastle et sortie en 2022, en exclusivité sur Netflix.

## Synopsis
À dix-sept ans, tout réussit à Stephanie : elle est capitaine des pom-pom girls de son lycée, sort avec le garçon le plus populaire et s'apprête à devenir la reine du bal de promo. Mais un accident lors d'une acrobatie la plonge dans le coma.
Elle en ressort vingt ans plus tard. Âgée de trente-sept ans, elle souhaite cependant retourner à son lycée pour accomplir ce qu'elle a laissé en plan.
Elle a alors à gérer le décalage de 20 ans entre son age ressenti et son age biologique, ainsi que ses relations avec ses amis, anciens comme nouveaux.

## Fiche technique
- Titre original et français : Senior Year
- Réalisation : Alex Hardcastle
- Scénario : Andrew Knauer, Arthur Pielli et Brandon Scott Jones, d'après une histoire d'Andrew Knauer et Arthur Pielli
- Musique : Jermaine Stegall
- Photographie : Marco Fargnoli
- Montage :  Sarah Lucky
- Production : Chris Bender, Timothy M. Bourne, Todd Garner, Jeremy Stein, Jake Wagner, Jake Weiner, Rebel Wilson
- Société de production : Broken Road Productions, CBS Films, Paramount Pictures, Paramount Players
- Sociétés de distribution : Netflix
- Pays de production :  États-Unis
- Langue originale : anglais
- Format : couleur - 1.85 : 1 - son Dolby Digital
- Genre : comédie
- Durée : 111 minutes
- Dates de sortie :
  - Monde : 13 mai 2022

## Distribution
- Rebel Wilson (VF : Edwige Lemoine) : Stephanie Conway
  - Angourie Rice (VF : Clara Quilichini) : Stephanie Conway adolescente
- Mary Holland (VF : Marie Chevalot) : Martha, meilleure amie de Stephanie et directrice du lycée
  - Molly Brown : Martha Reiser adolescente
- Sam Richardson (VF : Mohamed Sanou) : Seth, ami de Stephanie
  - Zaire Adams : Seth adolescent
- Zoë Chao (VF : Célia Asencio) : Tiffany, rivale de Stephanie
  - Ana Yi Puig : Tiffany adolescente
- Justin Hartley (VF : Martial Le Minoux) : Blaine Balbo
  - Tyler Barnhardt : Blaine jeune
- Jade Bender (VF : Lou Viguier) : Bri Luvs, fille de Tiffany et de Blaine
- Chris Parnell (VF : Arnaud Arbessier) : Jim Conway, père de Stephanie
- Lucy Taylor : Lydia Conway, mère de Stephanie
- Avantika Vandanapu (VF : Justine Berger) : Janet
- Joshua Colley (VF : Andréa Santamaria) : Yaz
- Jeremy Ray Taylor (en) : Neil Chudd
- Michael Cimino (VF : Clément Moreau) : Lance, le petit ami de Bri
- Brandon Scott Jones (VF : Thierry Gondet) : Mr. Taper, dit « Mr. T », conseiller d'orientation du lycée
- Tiffany Denise Hobbs (VF : Corinne Wellong) : Dr. Jean Johnson
- Lauren Halperin : une infirmière
- Alicia Silverstone : Deanna Russo (VF : Marie Zidi)
- Steve Aoki : lui-même

## Production

### Attribution des rôles
En juillet 2021, Paramount Players annonce que le film retient les jeunes actrices et acteurs Jade Bender, Michael Cimino, Jeremy Ray Taylor et Avantika, autour du rôle principal créé pour Rebel Wilson.